# Hong Xiuquan
Hong Xiuquan, nato col nome di Hong Huoxiu, (洪秀全T, Hóng Xiùquán, Hung Hsiu-ch’üanW; Huaxian, 1º gennaio 1814 – Tianjing, 1º giugno 1864) è stato un generale della Rivolta dei Taiping cinese.
Hong Xiuquan fondò e guidò la Società degli adoratori di Dio, setta che combinava elementi presi dal cristianesimo, dal taoismo, dal confucianesimo e dalla religione tradizionale cinese, con l'appoggio della quale, legandosi ai sentimenti anti-Manciù della popolazione cinese, iniziò una rivolta contro il governo ufficiale e fondò il "Celeste Regno della Gran Pace", con la sua dinastia a capo.

## Biografia

### I primi anni
Hong Houxiu nacque il 1º gennaio 1814 a Huaxian, oggi Huadu, nella provincia del Guandong, quarto dei figli di una famiglia di contadini hakka di umili condizioni. Hong si mostrò ben presto capace e intelligente; per questo gli insegnanti gli dettero lezioni gratuite e l'intero villaggio contribuì economicamente a finanziare i suoi studi, cosicché potesse tentare di superare gli esami imperiali per diventare un funzionario della dinastia Qing. Nel 1827 Hong si recò a Guangzhou per sostenere l'esame imperiale, ma non venne ammesso. Provò più volte finché nel 1837 al terzo tentativo ebbe un collasso emotivo che durò 40 giorni cui seguì uno stato di delirio per altri tre giorni.

### La conversione al cristianesimo
Durante il delirio, Hong ebbe una prima visione: veniva portato nei cieli e gli venivano cambiati tutti gli organi interni; un uomo molto alto e anziano, dalla lunga barba dorata, con una larga cintura e vestito di nero gli dava la missione di sradicare il male dal mondo, ormai governato da demoni malvagi, e gli consegnava una spada e un sigillo per poterli combattere. In un'altra visione, Hong disse di aver incontrato un uomo di mezza età che chiamava "fratello maggiore": costui insieme a Hong viaggiava per il mondo e lo aiutava nella cacciata dei demoni dalla Terra.
Mentre si trovava a Guangzhou per sostenere gli esami imperiali nel 1837, Hong aveva scoperto la religione cristiana entrando in possesso di una copia del Quanshi liangyan ("Buone parole per esortare l'umanità") di Liang Fa, famoso missionario cinese protestante, senza però prestargli troppa considerazione. Dopo il quarto tentativo di superare gli esami imperiali nel 1843, su suggerimento del cugino Li Jingfang, Hong esaminò accuratamente il Quanshi lianhyan e giunse alla conclusione che, durante la prima visione, era stato portato in paradiso e aveva incontrato Dio, mentre nella seconda aveva incontrato Gesù Cristo. Inoltre si convinse di essere il secondo figlio di Dio e fratello minore di Gesù, che la Bibbia fosse stata scritta appositamente per lui e che gli fosse stata assegnata la missione divina di salvare la Cina sterminando la dinastia Qing, di etnia manciù e quindi non cinese. Da allora Hong si considerò cristiano e si battezzò da solo.

### La fondazione della Società degli adoratori di Dio
Hong iniziò immediatamente a predicare fra familiari e amici e li convertì alla sua nuova religione basata sulle Scritture e sulle sue visioni che, a suo dire, si confermavano vicendevolmente. Nel 1844 fu cacciato dalla scuola dove insegnava per aver distrutto delle tavole dedicate a Confucio e partì per la provincia del Guangxi, dove la sua predicazione ebbe molto successo. Nel Guangxi insieme al vecchio compagno di studi Feng Yunshan, fra i primi ad essersi convertiti, fondò la Società degli Adoratori di Dio e battezzò i nuovi accoliti facendoli entrare in questa setta, simile ad altre società segrete cinesi del tempo.
Nel 1847 si recò nuovamente a Guangzhou insieme al cugino Hong Rengan per poter entrare maggiormente in contatto con il cristianesimo. Lì conobbe il reverendo Issachar Jacox Roberts, restando presso di lui per due mesi per studiare la Bibbia: Roberts però si rifiutò di battezzarlo, in quanto Hong si dimostrò incapace di comprendere i concetti della cultura cristiana estranei a quella cinese. In particolare Hong concepiva Dio alla maniera vetero testamentale, ovvero come autoritario e iracondo, e non afferrava i concetti di umiltà e misericordia del Vangelo e quelli di peccato originale e di redenzione.
Gli adoratori di Dio si distinguevano, oltre che per il loro cristianesimo eterodosso, per il divieto di fumare oppio, di praticare gioco d'azzardo e prostituzione, per la loro iconoclastia, ma soprattutto perché promettevano la ridistribuzione delle terre e la comunione dei beni. Altra nota rivoluzionaria del movimento era la totale parità fra i sessi, che però erano tenuti separati senza possibilità di contatti, anche durante la vita coniugale.

### L'inizio della rivolta dei Taiping
Dal 1850 Hong iniziò a progettare una vera e propria insurrezione contro la dinastia Qing: il governo infatti si era schierato con la popolazione di etnia han nello scontro per il possesso delle terre nel sud della Cina, facendo crescere i risentimenti contro il governo dell'intera popolazione hakka. Le prime azioni violente consistettero in attacchi veloci ai templi buddisti e confuciani per distruggere gli idoli in essi contenuti e considerati sacrileghi e demoniaci dagli Adoratori di Dio. Nel luglio del 1850, Hong contava già oltre 20.000 seguaci organizzati in unità militari.
Il giorno del suo trentasettesimo compleanno, il 1º gennaio 1851, Hong proclamò l'inizio di una nuova dinastia, ovvero quella del Celeste Regno della Gran Pace (Taiping Tianguo, 太平天囯) e assunse il titolo di Re Celeste, avendo ottenuto il mandato del cielo direttamente da Dio Padre, per lui equivalente al dio supremo cinese Shang Di, colui che appunto affidava il trono della Cina agli imperatori. La rivolta vera e propria iniziò l'11 gennaio, quando le truppe seguaci di Hong riuscirono a prendere la città di Jintian nel Guangxi: secondo Chen Yongxiang, quando Hong incitò i suoi seguaci per cominciare la ribellione, nonostante non ci fosse vento, la bandiera che portava il nome del Celeste Regno della Gran Pace iniziò improvvisamente a sventolare.
La rivolta dei Taiping a quel punto si diffuse rapidamente in buona parte del territorio a sud del Fiume Azzurro, soprattutto grazie al fatto che le truppe imperiali Qing erano occupate senza successo contro britannici e francesi nella seconda guerra dell'Oppio.
Il 10 marzo 1853 Hong fermò la marcia delle sue truppe verso nord e catturò Nanchino, rinominandola Tianjing ovvero "Capitale Celeste" e rendendola capitale del Celeste Regno della Gran Pace. Durante la durata della rivolta, i Taiping riuscirono a impadronirsi di oltre 600 città e a espandersi in 16 delle 18 province della Cina del tempo.

### Il Celeste Regno della Gran Pace
Il Celeste Regno della Gran Pace fu una teocrazia e contemporaneamente una monarchia assoluta, con a capo il Celeste Re (carica ereditaria). Il Celeste Re era assistito dai suoi ministri, spesso i comandanti dell'esercito, chiamati Re del Nord, Re del Sud, Re dell'Est e Re dell'Ovest, con l'aggiunta del Re Scudo Hong Rengan e di altri tra cui il Re Leale Li Xiucheng.
Istituita la sua corte a Tianjing, Hong obbligò la popolazione locale a seguire i dettami degli adoratori di Dio: proibì la poligamia, il loto d'oro, il matrimonio combinato, la tortura, il consumo di oppio e il concubinaggio; fece punire con la morte prostituzione, adulterio e divorzio. Tuttavia le più alte cariche del Celeste Regno della Gran Pace, Hong compreso, avevano enormi harem con un numero di concubine e spose assegnato a seconda dal rango, come presso la corte Qing. 
Dal punto di vista economico, Hong abolì la schiavitù, il commercio privato e la proprietà privata. La terra infatti veniva distribuita alle famiglie in base al numero dei membri, senza distinzione di sesso, e tentando di distribuire equamente i terreni secondo la loro qualità, questo perché ogni cosa apparteneva a Dio. 
Hong riorganizzò l'intera società dei territori presso Tianjing irregimentando i sudditi in veri e propri eserciti. Anche la vita dei villaggi e dei contadini era amministrata tramite cariche militari: queste avevano funzione di controllo, gestivano e organizzavano la raccolta e facevano sì che le indicazioni minime di produzione venissero rispettate. Per esempio, controllavano che lungo le mura dei villaggi venissero piantati alberi di gelso o che ogni famiglia avesse al minimo 5 galline e 2 maiali e che ogni donna allevasse bachi da seta così da essere autosufficiente per il vestiario.

### Gli ultimi anni
Feng Yunshan, il cofondatore della società degli adoratori di Dio e fino ad allora Re del Sud e secondo al comando, era morto il 10 giugno 1852 mentre i Taiping stavano marciando verso Tianjing; assunse allora maggiore potere il ministro e Re dell'Est Yang Xiuqing. Yang iniziò però a criticare Hong e a minarne il potere, al punto di amministrare nel 1856 Tianjing come se fosse un suo dominio personale tentando di portare avanti riforme di proprietà condivisa di terreni privati. Per legittimare la propria autorità, Yang iniziò a entrare in stati di trance durante i quali il Signore avrebbe parlato per mezzo di lui; in una di queste trance, Yang sostenne che Dio voleva che Hong fosse punito per aver frustato una delle sue concubine. Essendo ormai Yang una minaccia, il 2 settembre 1856 Hong lo fece assassinare dal generale Wei Changhui. Fece poi assassinare anche quest'ultimo. A partire da allora Hong si ritirò dagli affari di stato e consegnò i poteri di governo nelle mani dei suoi fratelli maggiori, chiudendosi nel suo harem insieme alle sue oltre 60 concubine in meditazione religiosa ascoltando musica d'organo.
Essendosi ritirato dalla vita pubblica, Hong Xiuquan necessitava di un ministro affidabile e più abile dei suoi fratelli; così quando Hong Rengan riuscì a raggiungere Tianjing nel 1859, Hong Xiuquan lo nominò Re Scudo e gli conferì immediatamente poteri pari a quelli che aveva avuto il Re dell'Est Yang. Gli alti ranghi dei Taiping diffidarono in principio di Hong Rengan, ma questi si dimostrò capace: riorganizzò la società Taiping, agì attivamente in politica estera con le nazioni occidentali ed elaborò una nuova strategia militare per risollevare le sorti della rivolta. Tuttavia la strategia di Hong Rengan fallì, perché faceva troppo affidamento il supporto degli europei che però non venne fornito; inoltre ben presto entrò in rotta di collisione con Hong Xiuquan in quanto predicava un cristianesimo più ortodosso, in particolare protestante; per questo motivo Hong Rengan perse via via potere.
Nel 1861, l'esercito dei Taiping tentò di prendere la città di Shanghai senza riuscirvi. Le potenze occidentali, in particolare Gran Bretagna e Francia che fino ad allora avevano indirettamente aiutato il Celeste Regno della Gran Pace combattendo nelle guerre dell'oppio contro i Qing, vedendo minacciata Shanghai e con essa i loro interessi commerciali, si schierarono con il governo cinese di Pechino, più facile da controllare. Nel 1862 i generali Taiping incitarono Hong a lasciare Tianjing, dato che il nemico era vicino; Hong rifiutò di abbandonare la capitale e addirittura impedì la raccolta di provviste per difendersi dal venturo assedio, poiché credeva che Dio stesso avrebbe salvato la città. Nel 1864 dopo sei mesi di assedio la città capitolò e il corpo decomposto di Hong fu trovato nel suo palazzo avvolto in un telo giallo; in realtà la sua morte resta un mistero: si suppone che o si sia suicidato utilizzando del veleno o che fosse morto per intossicazione alimentare. Suo figlio Hong Tianguifu, già nominato successore nel 1863, gli succeddette al trono. Il cadavere di Hong venne poi riesumato, smembrato e bruciato dai Qing.